# Henryk Kolischer
Henryk Kolischer (31. prosince 1853 Lvov – 9. června 1932 Vídeň) byl rakouský podnikatel a politik židovského původu a polské národnosti z Haliče, na přelomu 19. a 20. století poslanec Říšské rady.

## Biografie
Vystudoval na gymnáziu ve Lvově. Pak studoval lékařství na univerzitě v Göttingenu a práva na Lvovské univerzitě, Vídeňské univerzitě a Lipské univerzitě. Získal titul doktora práv. Pak se usadil na statku Čerljany a provozoval zde papírnu Aerlawich. Zastával funkci prezidenta obchodní a živnostenské komory ve Lvově. Byl členem dozorčí rady Zemské banky ve Lvově. Byl židovského původu. Orientován byl propolsky a zastával asimilační směr.
Byl i veřejně a politicky činný. Zasedal coby poslanec Haličského zemského sněmu. Poslancem zemského sněmu byl v letech 1897–1918.
Byl také poslancem Říšské rady (celostátního parlamentu Předlitavska), kam usedl po volbách do Říšské rady roku 1897 za kurii městskou v Haliči, obvod Horodok, Přemyšl atd. Mandát obhájil ve volbách do Říšské rady roku 1901, nyní za kurii obchodních a živnostenských komor, obvod Brody. Do parlamentu se dostal i ve volbách do Říšské rady roku 1907, poprvé konaných podle všeobecného a rovného volebního práva. Uspěl za obvod Halič 17. Ve volbách do Říšské rady roku 1911 byl zvolen za obvod Halič 31. Ve volebním období 1897–1901 se uvádí jako Dr. Heinrich Kolischer, statkář, bytem Čerljany. V parlamentu vynikal jako znalec legislativy v dopravě. Udržoval přátelské vztahy s českými poslanci.
Ve volbách roku 1897 je uváděn jako oficiální polský kandidát, tedy kandidát Polského klubu. Za Polský klub byl zvolen i roku 1901. Za Polský klub zasedal v parlamentu i po volbách roku 1907 a 1911. Byl členem Polské demokratické strany (Polskie Stronnictwo Demokratyczne).
Byl mu udělen Řád železné koruny a Řád Františka Josefa.
Po vzniku Polska působil v letech 1919–1922 jako poslanec ústavodárného Sejmu. V roce 1922 pak neúspěšně kandidoval do Polského senátu za politický subjekt Centrum Mieszczańskie.
Ve 20. letech 20. století se přestěhoval do Vídně. Zemřel po dlouhé a těžké nemoci ve vídeňském sanatoriu v červnu 1932.